# Championnats du Botswana de cyclisme sur route
Les championnats du Botswana de cyclisme sur route sont les championnats nationaux de cyclisme sur route du Botswana.

## Élites Hommes

### Podiums de la course en ligne
| Année | Vainqueur             | Deuxième           | Troisième          |  |
| ----- | --------------------- | ------------------ | ------------------ |  |
| 2012  | Bernardo Ayuso        | Victor Potgieter   | Sean McCormick     |  |
| 2013  | Bernardo Ayuso        | John Bennett       | Sean McCormick     |  |
| 2014  | Bernardo Ayuso        |                    |                    |  |
| 2015  | Lulu Telekelo         | Bernardo Ayuso     | Boipuso Masepe     |  |
| 2016  | Bernardo Ayuso        | Bright Chipongo    | John Bennett       |  |
| 2017  | Abeng Malete          | Nkulumo Dube       | Andrew Chikwakwa   |  |
| 2018  | Thabiso Mokalake      | Abeng Malete       | Gontse Lethokwe    |  |
| 2019  | Abeng Malete          |                    |                    |  |
| 2020  | Abeng Malete          | Thata Lloyd Molale | Lobone Rammidi     |  |
| 2022  | Thabiso Mokalake      | Abeng Malete       | Thata Lloyd Molale |  |
| 2023  | Thata Lloyd Molale    | Mark van Zyl       | Lobone Rammidi     |  |
| 2024  | Matlhogonolo Botlhole | Gontse Lethokwe    | Thabiso Mokalake   |  |

Multi-titrés
- Bernardo Ayuso, Abeng Malete

### Podiums du contre-la-montre
| Année | Vainqueur             | Deuxième           | Troisième        |
| ----- | --------------------- | ------------------ | ---------------- |
| 2012  | Bernardo Ayuso        | Shawn Bruwer       | Sean McCormick   |
| 2013  | Bernardo Ayuso        | Kyle Poppleton     | John Bennett     |
| 2014  | Bernardo Ayuso        |                    |                  |
| 2015  | Bernardo Ayuso        | Boipuso Masepe     | Thabo Pono       |
| 2016  | Thabang Oliphant      |                    |                  |
| 2017  | Thabang Oliphant      | Amogelang Thwabi   | Mpho Baendi      |
| 2018  | Nkulumo Dube          |                    |                  |
| 2019  | Abeng Malete          |                    |                  |
| 2020  | Thata Lloyd Molale    | Gontse Lethokwe    |                  |
| 2023  | Abeng Malete          | Thata Lloyd Molale | Thabiso Mokalake |
| 2024  | Matlhogonolo Botlhole |                    |                  |

Multi-titrés
- Bernardo Ayuso, Thabang Oliphant

## Femmes

### Podiums de la course en ligne
| Année | Vainqueur       | Deuxième       | Troisième            |
| ----- | --------------- | -------------- | -------------------- |
| 2018  | Promise Ntshese | Natalie Cloete | Segomotso Ditlhakeng |

## Espoirs Hommes

### Podiums de la course en ligne
| Année | Vainqueur             | Deuxième         | Troisième           |
| ----- | --------------------- | ---------------- | ------------------- |
| 2017  | Abeng Malete          | Andrew Chikwaka  |                     |
| 2018  | Thabiso Mokalake      |                  |                     |
| 2019  | Oabile Tingwane       | Thabiso Mokalake | Tshepo Sentsho      |
| 2022  | Matlhogonolo Botlhole | Kitso Moseki     | Letlamoreng Ikaneng |
| 2023  | Matlhogonolo Botlhole | Richmond Madira  | Tefo Kaludi         |
| 2024  | Thebeyame Ruele       | Mpho Kgothatso   |                     |

### Podiums du contre-la-montre
| Année | Vainqueur             | Deuxième           | Troisième        |  |
| ----- | --------------------- | ------------------ | ---------------- |  |
| 2016  | Abeng Malete          | Thata Lloyd Molale | Sethomo Masepe   |  |
| 2017  | Abeng Malete          | Thata Lloyd Molale | Sethomo Masepe   |  |
| 2018  | Abeng Malete          | Andrew Chikwaka    | Thabiso Mokalake |  |
| 2019  | Jameel Noor           | Karabo Mannathoko  | Tshepo Sentsho   |  |
| 2023  | Matlhogonolo Botlhole | Thebeyame Ruele    |                  |  |
| 2024  | Gomolemo Kelaotswe    | Thebeyame Ruele    |                  |  |